# École autrichienne mexicaine
Pour les articles homonymes, voir École autrichienne (homonymie).
 (février 2022).
Si vous disposez d'ouvrages ou d'articles de référence ou si vous connaissez des sites web de qualité traitant du thème abordé ici, merci de compléter l'article en donnant les références utiles à sa vérifiabilité et en les liant à la section « Notes et références ».
L'école autrichienne mexicaine (allemand : Österreichische Schule Mexiko, espagnol : Colegio Austriaco Mexicano) a été fondée en 2011 sur la base d'un accord culturel entre le Mexique et l'Autriche. L'école privée est située à la périphérie de la ville de Santiago de Querétaro dans l'État de Querétaro.

## Organisation
L'association "Asociación Cultural Educativa Austriaco Mexicana", fondée en mars 2010, est l'organisme responsable de l'école.
Les frais de scolarité s'élèvent, selon le niveau scolaire, à 5140-5770 pesos mexicains (223-251 euros) par mois (chiffres de 2021).
L'école dispose de primaria, secundaria et preparatoria. Les cours sont dispensés par des enseignants autrichiens et mexicains.
Les enseignants mexicains reçoivent un salaire mensuel de 8447 pesos (367 euros) (situation en 2021). Il est supérieur d'un tiers à la moyenne nationale.

## Parcours proposé
Dès la 1ère classe primaire, les matières d'allemand et de mathématiques sont enseignées en allemand par des enseignants autrichiens, les autres matières par des enseignants mexicains en espagnol. Jusqu'à la dernière année de la preparatoria, le nombre de matières enseignées en allemand augmente.
Après avoir passé avec succès le bachillerato et le baccalauréat autrichien, les élèves du Colegio Austriaco Mexicano obtiennent l'autorisation d'entrer à l'université, notamment au Mexique et en Autriche.
L'accent est mis sur la transmission de la culture européenne, en particulier de la culture autrichienne. Le Colegio rejoint ainsi la liste des écoles autrichiennes à l'étranger en Hongrie, en République tchèque, au Liechtenstein, en Turquie, au Guatemala et en Albanie.